# Abingdon (Virginie)
Pour les articles homonymes, voir Abingdon.
La ville d’Abingdon est le siège du comté de Washington, dans le Commonwealth de Virginie, aux États-Unis. Sa population s’élevait à 8 191 habitants lors du recensement de 2010, estimée à 7 981 habitants en 2017.

## Démographie
| Groupe            | Abingdon | Virginie | États-Unis |
| ----------------- | -------- | -------- | ---------- |
| Blancs            | 93,8     | 68,6     | 72,4       |
| Afro-Américains   | 3,1      | 19,4     | 12,6       |
| Asiatiques        | 1,1      | 5,5      | 4,8        |
| Métis             | 1,0      | 2,9      | 2,9        |
| Autres            | 0,9      | 3,3      | 6,4        |
| Amérindiens       | 0,2      | 0,4      | 0,9        |
| Total             | 100      | 100      | 100        |
|                   |          |          |            |
| Latino-Américains | 2,6      | 7,9      | 16,7       |

Selon l'American Community Survey, pour la période 2011-2015, 83,63 % de la population âgée de plus de 5 ans déclare parler l'anglais à la maison, 2,89 % déclare parler l'espagnol, 1,19 % l'ourdou, 1,07 % le français, 0,71 % l'arabe et 0,50 % une langue chinoise.

## Économie

### Tourisme
The Martha Washington Inn & Spa est un hôtel de la ville membre des Historic Hotels of America depuis 1991.

## Source
- (en) Cet article est partiellement ou en totalité issu de l’article de Wikipédia en anglais intitulé « Abingdon, Virginia » (voir la liste des auteurs).

1. ↑  (en) « Abingdon, VA Population - Census 2010 and 2000 », sur censusviewer.com.
2. ↑  (en) « Population of Virginia- Census 2010 and 2000 », sur censusviewer.com.
3. ↑  (en) « Language spoken at home by ability to speak English for the population 5 years and over », sur factfinder.census.gov (consulté le 26 mars 2017).